# Mont Fort
Mont Fort är ett berg i Schweiz.   Det ligger i distriktet Conthey och kantonen Valais, i den sydvästra delen av landet, 100 km söder om huvudstaden Bern. Toppen på Mont Fort är 3 328 meter över havet, eller 405 meter över den omgivande terrängen. Bredden vid basen är 3,7 km.
Terrängen runt Mont Fort är huvudsakligen bergig, men den allra närmaste omgivningen är kuperad. Närmaste större samhälle är Sion, 16,7 km norr om Mont Fort. 
Trakten runt Mont Fort består i huvudsak av gräsmarker. Runt Mont Fort är det ganska glesbefolkat, med 35 invånare per kvadratkilometer.